# Єсава Анастасія Василівна
Єсава Анастасія Василівна (нар. 1894 — пом. ?) — більшовицька діячка, член Донецького губвиконкому, завідувачка Донецького губернського відділення охорони здоров'я, директор Інституту переливання крові.

## Життєпис
Анастасія Єсава народилися 1894 року у великій родині робітника Василя Есави, який приїхав з Царицина в Дружковку в пошуках заробітку. Мала сестру-близнюка Олександру, дружину Павла Кіна.
1914 року вступила до РСДРП. 1917 р. була обрана членом виконкому Бахмутської Ради, стає організатором Червоної гвардії на дружківських і костянтинівських заводах.
У грудні 1917 року увійшла до складу Центрального штабу Червоної гвардії Донбасу. На Анастасію, як на лікаря, керівництво штабу поклало відповідальність за організацію медичного обслуговування Червоної гвардії. Коли штаб Червоної гвардії був реорганізований в Центральний штаб Червоної армії Донецького басейну, її обрали членом Донгубвиконкому і призначили завідувачкою губернського відділення охорони здоров'я. На початку 1920 р. наказом Реввійськради Анастасію призначають військкомом санітарного управління. Після 1928 працювала в Харкові директором Інституту переливання крові, заступником головного арбітра при Раді народного господарства УРСР, співробітником апарату НКВС-МДБ-КДБ.